# Párizs 3. kerülete
Párizs 3. kerülete (IIIe arrondissement) Franciaország fővárosának 20 kerületének egyike. A beszélt francia nyelven ezt a kerületet troisième-nek nevezik, ami franciául "harmadikat" jelent.
Postai irányítószáma 75003. Helyileg az 1., 2. és 4. kerületekkel együtt kormányozzák, amelyekkel együtt Párizs 1. szektorát alkotja.
A Temple nevű, a Szajna jobb partján fekvő kerület a legkisebb területű a 2. kerület után. A kerület tartalmazza Le Marais középkori kerületének északi, csendesebb részét (míg a 4. kerület Le Marais élénkebb déli részét, nevezetesen Párizs melegnegyedét is beleértve).

## Közlekedés

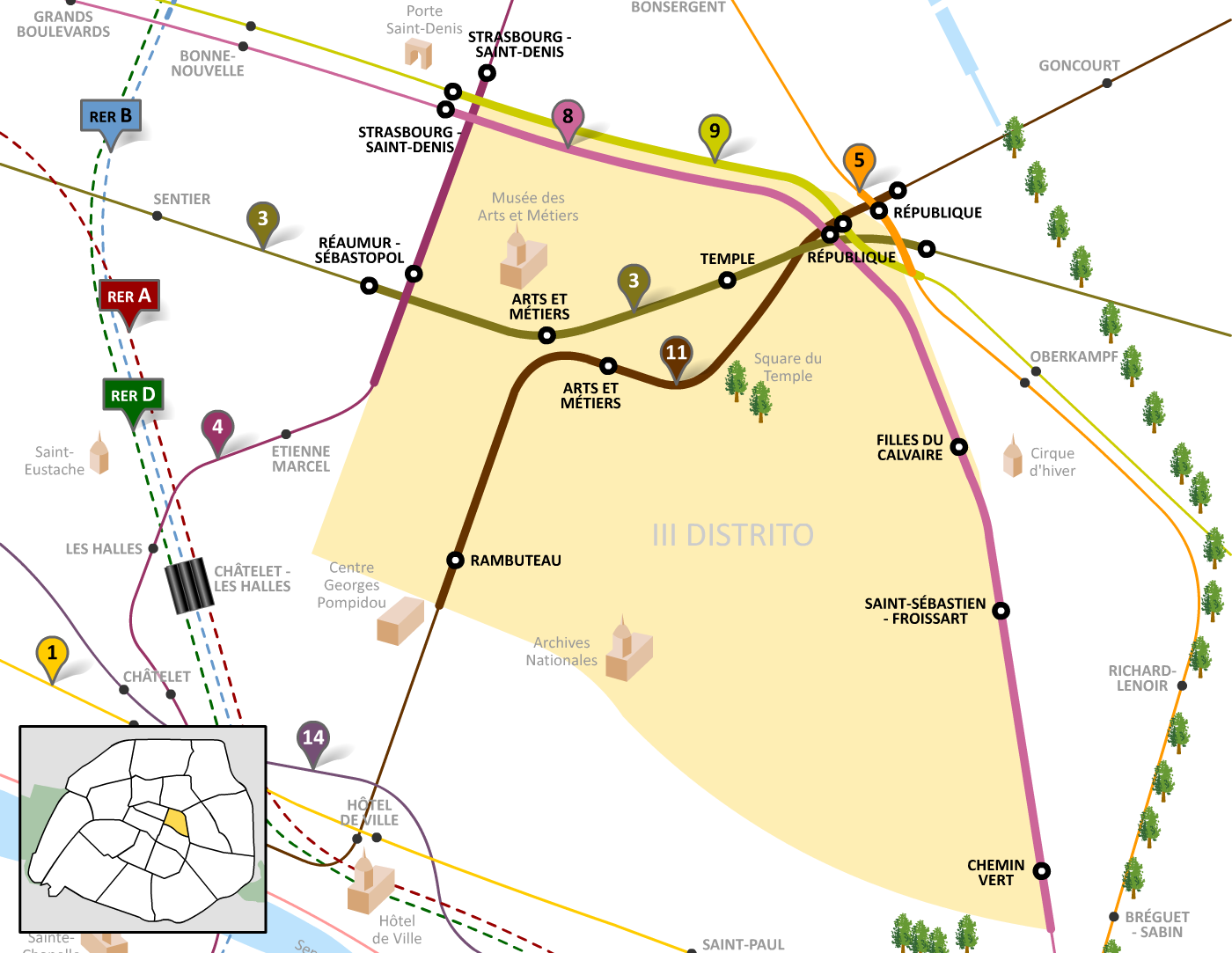
A 3. kerület RER- és metróvonalai

## Népesség
| Lakosok száma | 35 469 | 34 115 | 34 020 | 34 025 | 33 402 | 32 793 | 32 772 |
|               | 2016   | 2017   | 2018   | 2019   | 2020   | 2021   | 2022   |

## Múzeumok
- Musée des arts et métiers